# جانيت هورن
جانيت هورن (تُوفّيت في 1727) (بالإنجليزية: Janet Horne)‏ امرأة اسكتلندية اتُّهمت بممارسة الشعوذة، وتعتبر آخر من تم إعدامه بتهمة الشعوذة عندما كان القانون يسمح بذالك في الجزر البريطانية.
وقد تم سجن هورن وابنتها في مدينة دورنش بمقاطعة سذرلاند بعد أن اتهمها جيرانها بممارسة الشعوذة، وكان يبدو على هورن أمراض الشيخوخة وكانت ابنتها تعاني من عيوب خلقية في كلتا يديها وقدميها، فادّعى جيران جانيت بأنها قامت بامتطاء ابنتها كالحصان لكي تذهب إلى الشيطان، والذي قام بدوره بوضع حدوات على أقدام ابنة جانيت. وأصدر القاضي حكمه بإدانة جانيت وابنتها بسرعة كبيرة، وكان عقابهما ان يحرقوا أحيائاً، فهربت تبنة جانيت من حكمها ولكن جانيت لم تستطع، فعُرّيت ولُطّخت بالقطران ووُضِعت ببرميل وعُرِضت أمام المدينة قبل أن تُحرقَ حيّةً، وتم إلغاء قوانين معاقبة ممارسين الشعوذة في اسكتلندا بعد مرور تسع سنوات على وفاة جانيت.
كان اسم جانيت (أو جيني) هورن اسمًا يطلق على الساحرات في شمال اسكتلندا في ذلك الوقت، مما يعسر معرفة الاسم الحقيقي لهذه السيدة  ولربما أطلق عليها الكتاب المعاصرون اسم «جانيت هورن» لمجرد أن اسمها الحقيقي لم يكن معروفًا أو لأن الأدلة ذكرت بأن اسمها كان «جانيت هورن» ولم يدرك الكتاب بأن هذا الاسم كان يطلق على جميع الساحرات بشكل عام، والجدير بالذكر هو أن بعض المصادر تؤرخ تاريخ الإعدام الذي حصل بدورنوش في يونيو 1722.

## الميراث
يمثل حجر الساحرة (The Witch's Stone) في ليتليتاون بمدينة دورنوش المكان الذي يزعم بأنه مكان اعدام جانيت هورن.
وهي الشخصية التي كتبت عنها الكاتبة رونا مونرو مسرحية The Last Witch أو الساحرة الأخيرة، والتي عرضت لأول مرة في مهرجان أدنبره الدولي لعام 2009  وكانت جزءًا من موسم صيف 2018 في مسرح بيتلوكري فيستيفال.
وأحداث هذه القصة الهمة فرقت دايموند هيد (Diamond Head) في كتابة أغنية (?Am I Evil). [بحاجة لمصدر]